# استانداردهای گزارشگری مالی بین‌المللی
| بنیاد استانداردهای گزارشگری مالی بین‌المللی | بنیاد استانداردهای گزارشگری مالی بین‌المللی                    |
| ------------------------------------------ | ------------------------------------------------------------- |
|                                            |                                                               |
| بنیان‌گذاری اولیه                           | ژوئن ۱۹۷۳ با نام کمیته استانداردهای حسابداری بین‌المللی (IASC) |
| بنیان‌گذاری فعلی                            | ۱ آوریل ۲۰۰۱                                                  |
| شخصیت حقوقی                                | سازمان غیرانتفاعی با هیئت امنایی ۲۲ نفری                      |
| مقر                                        | لندن، انگلستان                                                |
| پذیرندگان IFRSs                            | ۱۴۷ کشور                                                      |
| زبان رسمی                                  | انگلیسی                                                       |
| مدیر اجرایی                                | یائل الموگ                                                    |
| تارنمای رسمی                               | www.ifrs.org بایگانی‌شده در ۲۰ ژوئن ۲۰۱۳ توسط Wayback Machine  |

استانداردهای گزارشگری مالی بین‌المللی (IFRS) استانداردهایی جهانی، یکسان، با کیفیت بالا، فهم‌پذیر، لازم‌الاجرا برای گزارشگری مالی هستند که از سوی نهاد استانداردگذار زیر نظر بنیاد استانداردهای گزارشگری مالی بین‌المللی، یعنی، هیئت استانداردهای حسابداری بین‌المللی (IASB) وضع می‌شوند. این هیئت از ۱ آوریل ۲۰۰۱ راه‌اندازی شده‌است.
اهداف اصلی IFRS، عبارتند از:
- ایجاد و توسعه مجموعه صورتهای مالی واحد، با کیفیت بالا، قابل فهم، قابل اجرا، قابل پذیرش در سطح جهان از طریق هیئت تدوین استانداردهای حسابداری مالی (IFRS)
- بهبود استفاده و به‌کارگیری دقیق استانداردهای یادشده
- آگاهی و منظور نمودن نیازهای گردشگری مالی اقتصادهای نوظهور و واحدهای کوچک و متوسط (SME)
- همگرا نمودن استانداردهای حسابداری ملی و IFRS به اتخاذ راه حل‌های باکیفیت

## مزایای IFRS
افزایش شفافیت: استانداردهای بین‌المللی گزارشگری مالی (IFRS) بایگانی‌شده  در ۵ اوت ۲۰۲۰ توسط Wayback Machine، باعث افزایش قابلیت مقایسه و کیفیت صورتهای مالی می‌شوند و به سرمایه گذاران و سایر مشارکت کنندگان بازار در اتخاذ تصمیمات آگاهانه اقتصادی کمک می‌کنند.
تقویت پاسخگویی: استانداردهای بین‌المللی گزارشگری مالی با کاهش شکاف اطلاعاتی بین دارندگان اطلاعات و سرمایه گذاران موجب تقویت پاسخگویی می‌شوند. استانداردهای مذکور به عنوان منبع اطلاعات قابل مقایسه جهانی برای قانونگذاران نیز اهمیت ویژه ای دارند.
مشارکت در کارایی اقتصاد: استانداردهای بین‌المللی گزارشگری مالی با کمک به سرمایه گذاران در شناسایی فرصت‌ها و تهدیدهای سرمایه‌گذاری در سرتاسر جهان موجب تخصیص بهینه منابع می‌شوند. برای شرکت‌ها نیز استفاده از یک زبان حسابداری قابل اعتماد، هزینه سرمایه و هزینه‌های گزارشگری بین‌المللی را کاهش می‌دهد.